# Turzyn (województwo kujawsko-pomorskie)
Turzyn – wieś w Polsce położona w województwie kujawsko-pomorskim, w powiecie nakielskim, w gminie Kcynia.

## Podział administracyjny
| SIMC    | Nazwa    | Rodzaj    |
| ------- | -------- | --------- |
| 1029454 | Abisynia | część wsi |

W latach 1975–1998 miejscowość położona była w województwie bydgoskim.

## Demografia
Według Narodowego Spisu Powszechnego (III 2011 r.) liczyła 300 mieszkańców. Jest dziewiątą co do wielkości miejscowością gminy Kcynia.